# Carole Kariuki
Carole Kariuki là một nữ doanh nhân và điều hành kinh doanh người Kenya, là giám đốc điều hành của Liên minh khu vực tư nhân Kenya (KEPSA), một nhóm ngành công nghiệp đại diện và vận động thay mặt cho các doanh nghiệp và ngành công nghiệp Kenya.
KEPSA cũng tư vấn cho các nhà hoạch định chính sách một cách tốt nhất để xây dựng luật pháp địa phương và khu vực để thúc đẩy tăng trưởng kinh tế Kenya một cách bền vững. Cuối cùng KEPSA thông báo và giáo dục các công ty thành viên của mình về các hoạt động kinh doanh tốt nhất, trách nhiệm tập thể, bảo tồn môi trường, nghĩa vụ xã hội và nghi thức kinh doanh đạo đức.

## Bối cảnh và giáo dục
Bà sinh ra ở quận Nakuru, gần Đại học Egerton vào khoảng năm 1975. Bà được nhận vào Đại học Nairobi, nơi bà tốt nghiệp Cử nhân Văn học (BA) về Kinh tế và Xã hội học. Sau đó, bà nhận được học bổng để theo học Đại học Bowling Green State ở Bowling Green, Ohio, ở Hoa Kỳ, nơi bà tốt nghiệp Thạc sĩ Hành chính công và các vấn đề quốc tế.

## Nghề nghiệp
Công việc đầu tiên của bà ngay từ trường Đại học Nairobi, là với Ngân hàng Barclays Kenya, nơi bà làm việc một năm nhưng không thích ngân hàng, vì vậy bà rời đi. Sau đó bà làm việc cho Nairobi Chapel trong khoảng hai năm. Trong khi đó, bà đã nhận được học bổng toàn phần để học lấy bằng thạc sĩ tại Hoa Kỳ.
Sau những nghiên cứu sau đại học, bà đã làm việc một năm tại "Viện nghiên cứu chính sách công Sagamore" ở Indianapolis, Indiana. Tại Sagamore, bà có thể bắt đầu hợp tác HIV / AIDS giữa các tổ chức và cá nhân có liên quan tại Hoa Kỳ, với AMPATH, chương trình phòng ngừa và điều trị AIDS lớn nhất ở châu Phi ở phía nam sa mạc Sahara.
Sau đó, bà trở về Kenya và nhận một công việc như một nhân viên chương trình tại KEPSA, làm việc ở đó khoảng một năm trước khi bà được bổ nhiệm làm Giám đốc điều hành vào năm 2010.

## Những ý kiến khác
Bà Carole Kariuki đã giành được nhiều giải thưởng địa phương, khu vực và quốc tế, để công nhận các đóng góp của bà. Các giải thưởng được trao cho bà ấy bao gồm (a) Bà là người đầu tiên được bầu làm Senior Fellow tại ISOKO, một viện nghiên cứu ở Indianapolis, thúc đẩy doanh nghiệp tư nhân ở Châu Phi (b) Cô giành giải "Nữ siêu thành tích" do "Thế giới trao tặng" Phụ nữ lãnh đạo Quốc hội và giải thưởng 2017 ", có trụ sở tại Ấn Độ (c) Bà đã được trao tặng Moran của Burning Spear (MBS) vào năm 2012 bởi chủ tịch Kenya và (d) Năm 2011 và 2012, bà được lọt vào tên trong số" Top 40 phụ nữ trong kinh doanh dưới 40 năm "trong hai năm liên tiếp, một danh sách được biên soạn bởi tờ báo kinh doanh hàng ngày Business Daily Africa, được Nation Media Group xuất bản tại Nairobi.